# Капитан Харлок
Капитан Харлок (яп. キャプテン・ハーロック Кяпутэн Хаːрокку, в франкоязычных странах Альбатор фр. Albator) — главный герой франшизы Space Pirate Captain Harlock. Опытный боец и пилот.
Персонаж был создан Лэйдзи Мацумото и дебютировал в манге Gun Frontier, но стал популярным благодаря аниме-сериалу Space Pirate Captain Harlock. С тех пор появлялся в ряде произведений, последними из которых являются фильм «Космический пират Харлок», а также манги Captain Harlock: Dimensional Voyage и Captain Harlock — Memoires de L'Arcadia.

## Описание
Потерял глаз во время войны с гуманоидами. Носит повязку и имеет шрам на лице. Его жёсткий взгляд, шрамы и большой чёрный плащ уравновешивают друг друга. Костюм в сериале Space Pirate Captain Harlock — чёрный с белыми штанами. В фильме Arcadia of My Youth и последующих сериалах, он одет исключительно в чёрное. Имеет шпагу, оборудованную лазерным лучом, а также специальный пистолет «Космический драгун».

## В сюжете
Хотя в каждой из историй Харлока есть небольшие вариации, суть остаётся прежней. Мацумото представляет будущее (2977 год), в котором Земля достигла огромной звёздной цивилизации, но медленно и неуклонно поддалась унынию или отчаянию, часто из-за поражения и подчинения инопланетян. Поднимаясь против общей апатии, Харлок отрицает своё поражение и возглавляет команду разбойников на борту своего корабля «Аркадия», чтобы предпринимать смелые набеги на угнетателей Земли. Несмотря на то, что они победили Землю и разорили её жителей, оккупанты часто поданы так, что их действия оправданы.
2964 год, Харлок — сын легендарного космического пирата Великого Харлока, который воевал против бога Вотана и его существами с планеты Валгаллы, в то время когда Харлок был ещё ребёнком. Он жил на борту корабля «Тени Смерти», вместе со своим другом Тосиро. В этом первом приключении, он начинает сбегать с Земли, где он и его команда стали изгоями. Затем присоединяются Эмеральда и Мэйтел, дочери Королевы Андромеды Прометеи, планеты Ла Мэйтель.
Проходят годы. Харлок стал взрослым и продолжил путешествовать. Он срывает ловушку Нибелунгов и в конечном итоге восстанавливает кольцо, вызывая гнев Вотана, чтобы продолжить дело своего отца.
Несколько лет спустя, капитан Харлок сталкивается с новой угрозой. Земля находится в руках гуманоидов. Он узнал во время допроса, где гуманоиды хотят зондировать своё мнение о том, что связь, которая объединяет с Тосиро существовала со времён Второй мировой войны, когда его предок Вальтер фон Харлок встречался с Тосиро. Спасая Землю, он потерял глаз и получил шрам на лице, также как и его отец. Его жена Майя, которая является «голосом свободы», была убита гуманоидами. Харлок, Тосиро и весь экипаж Аркадии покидают Землю без всяких причин и отправляются в долгое путешествие в поисках идеального мира. Именно во время этой поездки, Тосиро решил отдать свою жизнь на благо компьютера корабля Аркадии.
2977 года, когда Земля снова живёт в мире, но возникла новая угроза. Гуманоиды, которыми управляет королева Сильвидра, решили вернуть Землю, принадлежавшую им тысячу лет назад. Харлок встаёт на защиту человечества. Эти ожесточённые враги победили, Харлок вернулся на Землю и выгрузил экипаж, кроме Мииме. Они остаются одни в космосе. Тем не менее, через несколько лет, Харлок должен восстановить свою команду, чтобы бороться с новой угрозой, Ноо.

## Разработка
Персонаж был придуман Лэйдзи Мацумото в школьные годы, первоначально его звали капитан Кингстон. В 1949 году, когда ему было 12 лет, спускаясь по лестнице, он услышал звук Her-lock. Позже узнал новость о человеке из Германии по имени Херлок, который был задержан в Токио, потом Мацумото понял, что это имя подходит для этого персонажа. Впервые Херлок появился в 1953 году в дебютном комиксе Mitsubachi no boken, а в 1969 году уже как самостоятельный герой в манге Dai Kaizoku Captain Harlock.

## Критика и культурное влияние
Харлок стал очень популярным на территории Японии и в 1979 году получил первую премию Anime Grand Prix. В конце 1970-х годов происходит резкая трансформация от навязанного СМИ трафаретного сознания телевизионной аудитории к индивидуальному. На смену поколению масс пришло поколение индивидуалистов — эти новые активные поклонники мультипликационных фильмов были трудными для рынка, то есть требовали иного подхода и продукции другого качества. В это время и проявили себя отаку, молодые люди, родившиеся в 1960-х годах. Они имели большую свободу мышления, не скованного устоявшимися представлениями, среди них было много и тех, кто работал в анимации.
Наряду с популярностью в Японии, сериал 1978 года был первым аниме, который показали на итальянском телеканале Rai 2, а во Франции через два года после оригинального выпуска, но имя героя изменили с Харлока на Альбатора, чтобы избежать путаницы с Капитаном Хэддоком из комикса «Приключения Тинтина», по словам певца и композитора Эрика Шардена, прообразом был игрок в регби Жан-Клод Баллатор.
Мацумото сказал в интервью, что если бы Харлок существовал в реальном мире, он выглядел точно так же — самый человечный из всех землян, представитель людей в галактиках. Символ, который доказывает, что война больше не имеет смысла. Череп не угрожает или пугает, а скорее утверждает: он будет сражаться до последнего за свои убеждения. Харлок — это сила воли и честь. Рядом с ним идут Эмеральдас и Тотиро. У великих людей есть мечты, и поэтому они никогда не разрушают чужие, живя независимо от флага. Успех персонажа автор видел во внешности (шрам на лице, повязка на глазу, одежда с черепом и чёрно-красный плащ), решительном характере и уникальной харизме. Концепция «Аркадии» — путешествие, встреча и разлука с друзьями, взята из французского фильма Marianne of My Youth, когда Лэйдзи было 17 лет.
Харлок оказался полной противоположностью авантюристу Кобре — трагический борец за свободу и справедливость, последний рыцарь Земли. Подобно капитану Бладу, он галантен, холоден и сражается за благородные цели с пришельцами и марионеточным правительством. Харлок увешан пиратской атрибутикой, но к корсарам может быть отнесён с большой натяжкой. Скорее он повстанец, Робин Гуд космоса, нападающий на захватчиков и предателей. На тех же основаниях можно считать пиратом Хана Соло или экипаж «Серенити». Нет ничего лучше для публики, чем антигерой, стоящий по ту сторону закона, но не лишённый благородства, отваги и хитрости, чего недостаёт его противникам. Он совершенно не вписывается в западный образ космического викинга. Это землянин-одиночка, у которого нет ни дома, ни флота союзников. Для него разбой редко становится самоцелью. Он расправляются с врагами, но на разграбление целой планеты не хватает ни сил, ни жестокости. То есть Харлок — мститель, которого считают пиратом.
Популярность Харлока резко сошла на нет после 1983 года, когда был отменён второй сезон сериала Arcadia of My Youth: Endless Orbit SSX и поклонники аниме стали всё больше интересоваться твёрдой научной фантастикой, такой как Armored Trooper Votoms, а космическая опера оказалась не нужна. По этой причине до 1998 года не выходило никаких произведений с его участием. Тогда Мацумото начал работать над мангой Harlock Saga, часть которой экранизировали. Также Харлок появился в OVA Queen Emeraldas, фильмах DNA Sights 999.9 и Galaxy Express 999: Eternal Fantasy. В начале 2000-х годов вышло несколько сериалов: Cosmo Warrior Zero, Gun Frontier, Space Pirate Captain Herlock: The Endless Odyssey и Space Symphony Maetel, что говорило об очередной востребованности персонажа (1998—2004). Спад произошёл до 2013 года, когда был показан «Космический пират Харлок» с бюджетом около 30 миллионов долларов. Напрашивается вывод, что Харлок превратился в бессмысленный коммерческий проект. Но по сюжету он ближе не к «Звёздным войнам», а к книгам Майкла Муркока, также создавшего Вечного Воителя и мультивселенную, где идёт постоянная борьба закона и хаоса. Мацумото и Муркок противопоставили реальности сурового романтического анархиста, готового вечно сражаться за правду.
В 2006 году в Японии была выпущена серия почтовых марок с изображениями героев аниме, в одной из коллекций были Капитан Харлок и персонажи из Galaxy Express 999. Киностудия Mania Entertainment составила список самых известных аниме-героев в истории, где Харлок занял 4 место. Томас Зот отметил, что Харлок, как персонаж, наделённый силой, непоколебимостью и хорошими манерами стал архетипом и послужил вдохновением для создания многих других героев из аниме и манги. Чертами Харлока обладает другой известный персонаж — Такседо Маск авторства Наоко Такэути, Александр Роу из манги Last Exile или Блэк Джек из одноимённой манги Осаму Тедзуки. Аниме Project A-Ko пародирует образ Харлока.
В 2019 году антигерои тесно связаны с анархическим и юмористическим типажом: Дэдпул, Веном и Джон Уик. Но для тех, кому нравятся сильные и молчаливые, Капитан Харлок остаётся классикой в современную эпоху. Он борется за свободу, убеждение, которое «чувствует глубоко в сердце». У него непреходящая привлекательность, как у Бэтмена или Росомахи. Мацумото на протяжении многих лет использовал Харлока, чтобы по-разному исследовать темы и архетипы, которые он любит. Из-за этого, в большинстве вымышленных миров, найти отправную точку космического пирата может показаться нереальным. Ответ на вопрос «С чего начать?»: либо с манги 1977 года, либо с аниме-сериала 1978 года и фильма Arcadia Of My Youth, который хорошо настраивает с помощью цитаты Гёте: «В конце своей жизни все мужчины оглядываются назад и думают, что их юность была Аркадией». Это означает утопию, слишком хорошую, чтобы быть правдой. Харлок так же зависит от своего любимого корабля, как и Тони Старк от костюма Железного человека. Предок пирата, немецкий лётчик Фантом Ф. Харлок второй, происходил из прусского дворянства и, по старому закону, был обязан служить королю во время войны. Отдавая долг, управляя Messerschmitt Bf.109 со свастикой, он называл битву бессмысленной. Отсюда происходила глубокая неприязнь к власти во всех её формах.